# Bandeira da Nova Hampshire
A Bandeira da Nova Hampshire consiste no selo do estado em um fundo azul. Foi adotada em 1909 e modificada em 1931, quando o selo do estado foi modificado.